# 梅布尔顿
梅布爾頓（英語：Mableton，/ˈmeɪbəltən/）是位於美國喬治亞州科布縣的一個人口普查指定地區。

## 地理
梅布爾頓的座標為33°48′48″N 84°34′18″W / 33.81333°N 84.57167°W，而該地最高點為海拔高度298米（即978英尺）。

## 人口
根據2010年美國人口普查的數據，梅布爾頓的面積為53.70平方千米，當中陸地面積為53.30平方千米，而水域面積為0.40平方千米。當地共有人口37115人，而人口密度為每平方千米691人。